# Julio García Oliveras
Julio Alfredo García Oliveras (* 1931 in Havanna; † 15. Juli 2017) war ein kubanischer Diplomat. Er war von 1979 bis 1984 Botschafter der Republik Kuba in der DDR. Sein Nachfolger war Alfonso Fraga Pérez.

## Leben
Julio García Oliveras überreichte am 14. Mai 1979 dem Staatsratsvorsitzenden der DDR, Erich Honecker, sein Beglaubigungsschreiben als Botschafter der Republik Kuba in der DDR. Das Amt übte er über fünf Jahre bis zum Oktober 1984 aus. Als Mitglied des Zentralkomitees der Kommunistischen Partei Kubas gehörte er im April 1981 zur kubanischen Gastdelegation, die am X. Parteitag der SED teilnahm und von Juan Almeida geführt wurde. Im Dezember 1984 wurde ihm in Havanna der Orden Stern der Völkerfreundschaft der DDR in Gold vom Botschafter der DDR in Kuba Heinz Langer überreicht, der ihm vom Vorsitzenden des Staatsrates der DDR verliehen worden war.
García Oliveras arbeitete später als Präsident der kubanischen Handelskammer.